# Nefilim
Nefilimii (Uriașii) (engleză Nephilim) (ebraică עברית) sunt ființe menționate de două ori în Biblia ebraică, în Geneza 6.4 și în Numeri 13.33 (ca uriași și fiii Fiilor lui Dumnezeu și ai fiicelor oamenilor). Tradiții despre Nefilimi sunt, de asemenea, găsite într-o serie de alte scrieri evreiești și creștine. În general, aceste ființe sunt identificate drept făpturi cu origini angelice.

## Etimologie
"Nefilim" (נְפִילִים) probabil provine din rădăcina ebraică npl (נָפַל), "a cădea" care include și  "a provoca căderea" și "a omorî, a distruge"

## În Biblia ebraică
Geneza 6.1-4: Iar după ce au început a se înmulți oamenii pe pământ și li s-au născut fiice, Fiii lui Dumnezeu, văzând că fiicele oamenilor sunt frumoase, și-au ales dintre ele soții, care pe cine a voit. Dar Domnul Dumnezeu a zis: "Nu va rămâne Duhul Meu pururea în oamenii aceștia, pentru că sunt numai trup. Deci zilele lor să mai fie o sută douăzeci de ani!" În vremea aceea s-au ivit pe pământ nefilimi (uriași), mai cu seamă de când fiii lui Dumnezeu începuseră a intra la fiicele oamenilor și acestea începuseră a le naște fii: aceștia sunt vestiții viteji din vechime.. 
Numeri 13.33-34: Și au împrăștiat printre fiii lui Israel zvonuri rele despre pământul pe care-l cercetaseră, zicând: "Pământul pe care l-am străbătut noi, ca să-l vedem, este un pământ care mănâncă pe cei ce locuiesc în el și tot poporul, pe care l-am văzut acolo, sunt oameni foarte mari. Acolo am văzut noi și nefilimi (uriași), pe fiii lui Enac, din neamul uriașilor; și nouă ni se părea că suntem față de ei ca niște lăcuste și tot așa le păream și noi lor".

## În Cartea lui Enoh
Cartea lui Enoh conține foarte multe informații despre îngerii căzuți și despre nefilimi și istoria lor. 

## Arabia Preislamică
Ingerii căzuți au fost considerați de către unii păgâni arabi din perioada preislamică ca fiind trimiși pe pământ sub formă de oameni. Unii dintre ei s-au împerecheat cu oamenii și au dat naștere copiilor hibrizi. Așa cum a arătat Al-Jahiz, o convingere comună a susținut că Abu Jurhum, strămoșul tribului Jurhum, era de fapt fiul unui înger neascultător și al unei femei umane.

## Rămășițe fosile
Scriitorul britanic Cotton Mather (1663-1728) credea că fosilele și dinții descoperiți în apropiere de Albany, New York în 1705 au fost rămășițele nefilimilor care au murit într-o mare inundație. Cu toate acestea, paleontologii le-au identificat ca pe niște rămășițe de mastodon.